# Agustí Conill i Sala
Agustí Conill Sala (Lloret de Mar, 24 de desembre de 1786 – Lloret de Mar, 23 de febrer de 1837) fou un capità de vaixell català.
Segon les primeres notícies que es tenen sobre ell, fou comandant de la pollacra San Francisco de Paula als 26 anys i va realitzar tres viatges comercials entre Amèrica i la Península, durant el període de 1812 i 1816. Per altra banda, també va dedicar-se al tràfic d'esclaus negres, ja que el març de 1816 rebé l'autorització del governador general de Cuba, Juan Ruiz de Apodaca, de navegar per les costes de Guinea i embarcar-hi un carregament d'esclaus. Per aquest motiu, va decidir-se reformar la pollacra per habilitar-hi espai. Poc temps després, va arribar a les costes d'Àfrica i el vaixell fondejà a l'estuari del riu Boni el gener de 1817, esperant el carregament d'esclaus. Però pocs dies després, el 23 de gener, degut a una maniobra indeguda del pràctic, la San Francisco de Paula va naufragar. Encara que la tripulació va salvar-se i fou recollida pel vaixell negrer Non Plus Ultra, van morir ofegats 301 esclaus negres.
Anys després, el 1821, fou comandant i propietari d'una 1/6 part del bergantí Santa Eulàlia. Aquesta nau fou armada en cors des del seu primer viatge degut, principalment, a la inseguretat del tràfic marítim atlàntic, en ple conflicte de les guerres d'independència hispanoamericanes. Durant aquest període, feu les rutes als ports de l'illa de Cuba i Mèxic, essent assaltat ocasionalment per vaixells pirates o d'insurgents americans. Destacà el combat que va tenir el 14 de maig de 1825, entre els caps de Trafalgar i Espartel, contra el vaixell corsari colombià Vencedor, comandat pel capità J.W. Borothenton. Després d'una intensa lluita, el bergantí fou enfonsat i el capità Conill fou obligat a abandonar la nau per la seva tripulació.. Davant d'aquest fet, el capità colombià digué sobre ell:
| «                                      | Homes com el capità del Santa Eulàlia no mereixen morir d'aquesta manera | » |
| — J.W. Borothenton, 14 de maig de 1825 |                                                                          |   |

Temps després, fou capità de la pollacra Africana, que realitzà tres viatges comercials a l'Havana, i posteriorment, l'any 1833, comandà el bergantí-pollacra Rápida, construït pel mestre d'aixa lloretenc Sebastià Pujol i Ribes, fent les mateixes rutes comercials a l'Havana fins al final de la seva carrera marinera.